# Josef Seidl
Josef (Sepp) Seidl (Saalfelden, Salzburger Land, 7 juli 1934) is een Oostenrijks componist, muziekpedagoog en dirigent.

## Levensloop
Seidl speelde op 14-jarige leeftijd tenorhoorn (bariton) in de Bürgermusik Saalfelden. Als hij 18 jaar was werd hij al tweede dirigent van dit harmonieorkest. Van 1956 tot 1963 speelde hij bariton en trombone in de Militärmusik des Militärkommandos Salzburg. In deze tijd studeerde hij aan de Universität für Musik und Darstellende Kunst "Mozarteum" Salzburg te Salzburg met het hoofdvak trombone. Aansluitend was hij korte tijd trombonist in het orkest van het stedelijk theater te Klagenfurt. Vanaf 1964 tot hij in 1999 met pensioen ging was hij trombonist bij het Mozarteum Orkest in Salzburg. 
Van 1965 tot 1969 was hij dirigent van de Bürgermusik Saalfelden. Vanaf 1968 was hij dirigent van de vroegere Magistratsmusik Salzburg, die nu Stadtmusik Salzburg heet. Van 1964 tot 1998 was hij docent aan het Salzburgische Musikschulwerk en van 1984 tot 1997 tweede Landeskapelmeester van de Salzburgische Blasmusikverband. 
Als componist schreef hij verschillende werken voor harmonieorkest, waarvan zijn swing-mars Happy Years uit 1976 nog bekend is. 